# Наум Апостолов
Наум Апостолов или Постолов (на гръцки: Ναούμ Αποστολίδης, Наум Апостолидис) е гъркомански андартски деец от Западна Македония.

## Биография
Апостолов е роден в гъркоманско семейство в костурското село Жупанища, тогава в Османската империя, днес Левки Гърция. Преди 1900 година заедно с целия си род, в който влизат Лазар Апостолов и Аргир Апостолов, работи против българщината в Костурско. Преследван от българските чети, бяга в село Макрихори, Тесалия. В 1904 година по молба на Германос Каравангелис се връща в Жупанища, за да поднови антибългарската борба. По-късно става четник на капитан Лазар Апостолов. След края на така наречената Македонска борба става свещеник.